# Carlos Emilio Nazarí
Carlos Emilio Nazarí es el nombre artístico de Carlos Emilio Sanz Quesada, productor y director de cine andaluz nacido en Valparaíso, Chile, en 1902, que vivió hasta su adolescencia en Zaragoza, pero que toda su vida se desarrolló en Sevilla, ciudad en la que fallece en 1967. 
En esta ciudad andaluza crea en 1927 la productora Film Nazarí, denominada más tarde Dalp-Nazarí Producciones, que en las postrimerías del cine mudo fue pionera de una industria cinematográfica andaluza que nunca despuntó a nivel nacional.
Con el apoyo económico de Javier Sánchez-Dalp, marqués de Aracena, esta productora fue la primera en realizar documentales para la promoción turística de Andalucía. En 1927 rueda en Madrid Historia de un taxi, film que fracasa por tratar ciertos tabúes de la época (travestismo y larvado lesbianismo); en 1928 rueda el documental La Sierra de Aracena, con el objetivo de difundirla entre burgueses y aristócratas de la España del momento.
- Datos: Q5750236